# Painted Desert

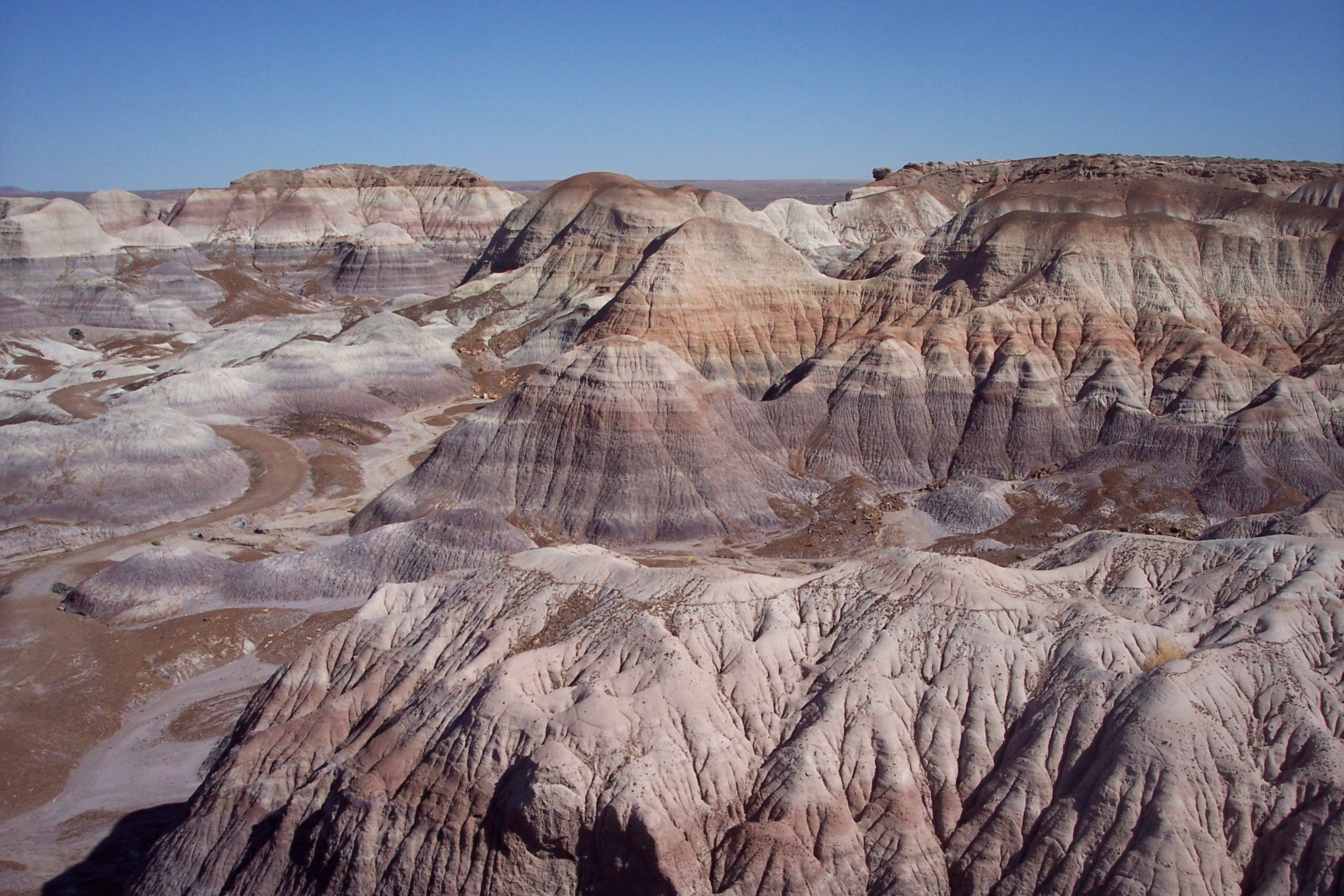
Blue Mesa im Petrified-Forest-Nationalpark

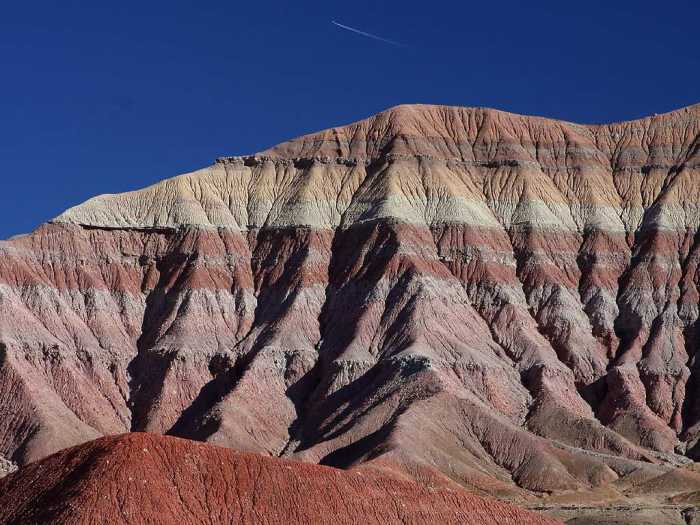
Painted Desert

Echo Cliffs entlang des U.S. Highway 89

Die Painted Desert ist ein Wüstengebiet auf dem Colorado-Plateau im US-Bundesstaat Arizona. Es liegt auf etwa 1800 Höhenmetern und erstreckt sich in einem Bogen von etwa 250 km Länge auf dem Nordufer des Little Colorado Rivers zwischen dem Osten des Grand Canyons im Coconino County über das Navajo County bis ins Apache County. Im Westen beginnt es zwischen dem Little Colorado River und den Echo Cliffs, im Osten endet es am südlichen Ende des Defiance Plateaus, am Tal des Black Creek. 
Im engeren Sinne gehören zur Painted Desert nur die Badlands, die durch stark verwitterte runde Kuppen aus vielfach geschichtetem Gestein geprägt sind. Sie werden aus der Chinle-Formation aufgebaut, einem Gesteinsverband aus der Obertrias (Keuper), der vor etwa 228 bis 201 Millionen Jahren abgelagert wurde und auch an anderen Stellen des Colorado-Plateaus aufgeschlossen ist (Zion-Nationalpark, Canyonlands-Nationalpark). Er setzt sich zusammen aus Konglomeraten, Sandsteinen, Tonschiefern, Schluffsteinen,  Lehmen und vulkanischen Aschen. Die vielfältigen Farben – vorwiegend Rot- und Gelbtöne, aber auch weiße und dunkle Schichten sind zugegen – veranlassten bereits um 1540 die ersten spanischen Entdecker, das Gebiet als El Desierto Pintado zu bezeichnen. 1864 erklärte der Geologe John Strong Newberry die Übertragung des spanischen Namens ins Englische als heutige offizielle Bezeichnung.
Der Südwestteil der Navajo Indian Reservation gehört zur Painted Desert ebenso wie der Nordteil des Petrified-Forest-Nationalparks. Wie sein Besucherzentrum trägt auch er die Bezeichnung Painted Desert. Dort liegt auch das Painted Desert Inn, ein Hotel/Rasthaus aus den 1930er Jahren im typischen Adobe-Stil der Region, das 1987 als National Historic Landmark ausgewiesen wurde und seit einer Renovierung im Jahr 2006 als Museum des Nationalparks dient. 